# Pošlaja Molli
Pošlaja Molli (in russo Пошлая Молли?) è un gruppo musicale ucraino fondato nel 2016 a Charkiv. È attualmente formato dal cantante Kyrylo "Bljednyj" Tymošenko e dai musicisti Dmytro Hončarenko, Kostjantyn Pyžov e Pavlo Cholodjans'kyj.

## Storia del gruppo
Formatosi nel 2016 sotto iniziativa del frontman Kyrylo "Bljednyj" Tymošenko, il gruppo è salito al grande pubblico grazie al primo album in studio 8 sposobov kak brosit'..., uscito nel 2017, il cui successo ha valso al gruppo un Jager Music Award nella categoria Miglior artista pop, nonché una candidatura come Gruppo dell'anno. L'anno seguente hanno firmato un contratto con la divisione russa della Warner Music Group, attraverso la quale è stato messo in commercio l'EP Grustnaja devčonka s glazami kak u sobaki, che è stato supportato dalla tourneée Bespečnyj rycar' t'my nei paesi della CSI, tra cui la Federazione Russa. L'EP è stato seguito dal progetto Očen' strašnaja Molli 3, čast' 1, uscito a novembre del 2018. Sempre nel corso del medesimo anno hanno ricevuto un'ulteriore nomination nell'ambito del Jager Music Award e una vittoria come miglior artista o gruppo rock alla gala musicale di Music Box Russia.
Nel 2020 è stato reso disponibile il terzo EP Paycheck, che ha riscosso popolarità anche nei Paesi baltici, poiché ha fatto il proprio ingresso nella Eesti Tipp-40. Il tour relativo, inizialmente previsto per la primavera, è stato rinviato per la stagione autunnale dello stesso anno a causa della pandemia di COVID-19.
L'anno successivo hanno dato al via ad una tournée concentrata in Estonia, Kazakistan, Lettonia, Lituania, Russia e Ucraina. A seguito dell'invasione russa dell'Ucraina il gruppo ha smesso di tenere concerti nella Federazione Russa, continuando tuttavia a pubblicare materiale musicale in russo.
Nell'agosto 2024 hanno fatto ritorno sulle scene musicali col brano Adskaja kolybel'naja, il primo da #Habibati (2022); si tratta della loro prima entrata nella top ten della Latvijas straumētāko singlu.

## Formazione
Attuale

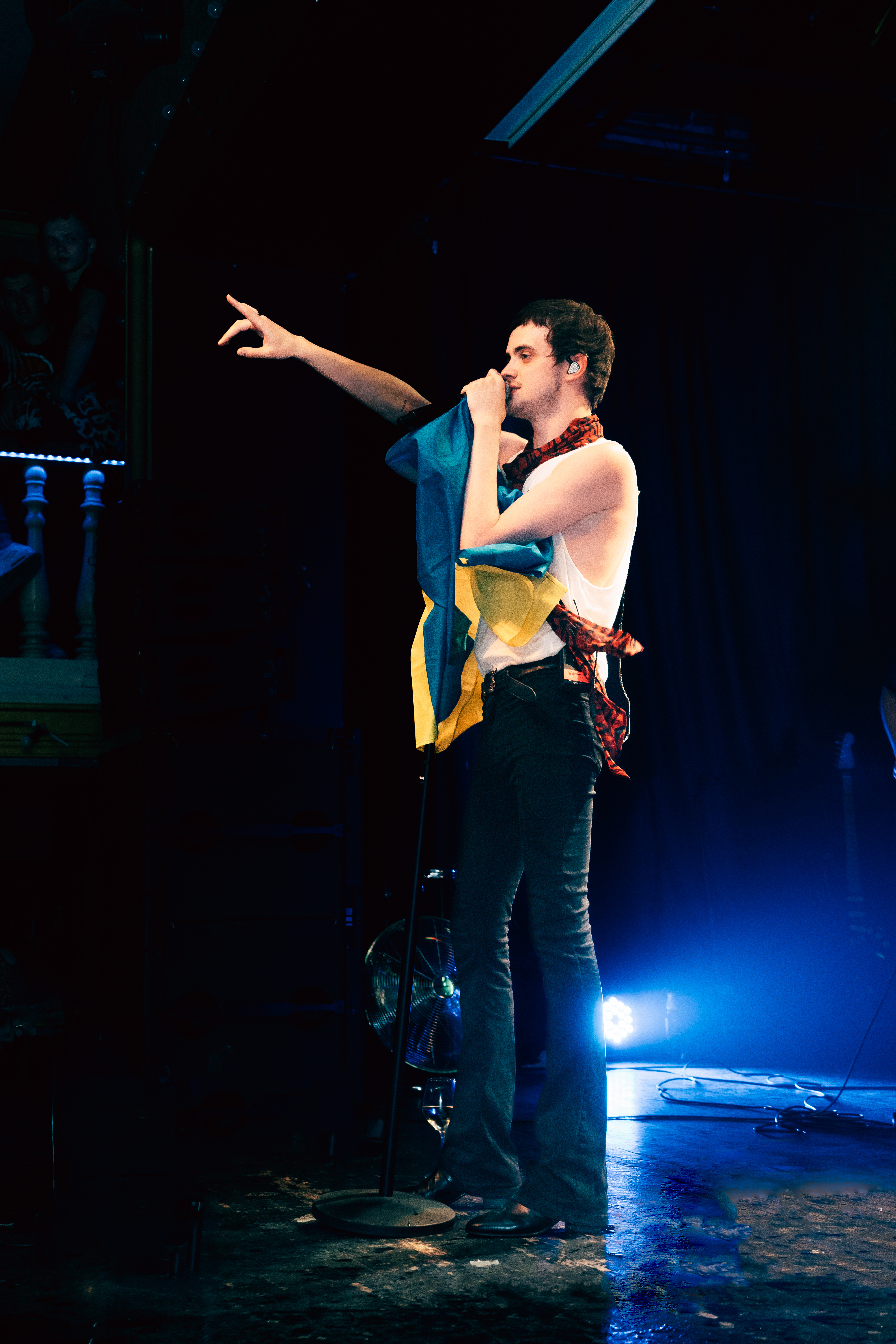
Kyrylo "Bljednyj" Tymošenko durante un'esibizione di gruppo, 21 maggio 2022

- Kyrylo "Bljednyj" Tymošenko – voce
- Dmytro Hončarenko – basso
- Kostjantyn Pyžov – chitarra
- Pavlo Cholodjans'kyj – batteria

Ex componenti
- Andrej Hustej – chitarra, tastiera (2016-2018)

## Discografia

### Album in studio
- 2017 – 8 sposobov kak brosit'...

### EP
- 2018 – Grustnaja devčonka s glazami kak u sobaki
- 2018 – Očen' strašnaja Molli 3, čast' 1
- 2020 – Paycheck
- 2024 – Ratt#whore

### Singoli
- 2021 – Kontrakt
- 2021 – Iz padoni v padon' (con Yanix)
- 2021 – Don Perin'on (con Ėldžej)
- 2021 – Čupa Čups (con Ėldžej)
- 2022 – Škol'nik (con Molodoj Platon)
- 2022 – Uu-chuu (con Vacío)
- 2022 – Don't Play, Bae (con Molodoj Platon e Yanix)
- 2022 – #Habibati (con Hofmannita)
- 2024 – Adskaja kolybel'naja